# Olmedo (Itálie)
Olmedo (sardinsky: S'Ulumèdu, Urumèddu) je italská obec (comune) v provincii Sassari v regionu Sardinie. Nachází se ve výšce 68 metrů nad mořem a má přibližně 4 200 obyvatel. Rozloha obce je 33,47 km².